# 작정하고 본방사수
《작정하고 본방사수》는 대한민국 KBS에서 2015년 1월 8일부터 동년 2월 12일까지 방영된 예능 프로그램이다.

## MC
- 김부선
- 이미소
- 장동민

## 시청률
- AGB 닐슨 미디어리서치

| 회차 | 방송 일자       | 전국 시청률(증감치) |
| ---- | --------------- | ------------------- |
| 1회  | 2015년 1월 8일  | 3.3%                |
| 2회  | 2015년 1월 15일 | 3.4%                |
| 3회  | 2015년 1월 22일 | 3.8%                |
| 4회  | 2015년 1월 29일 | 3.7%                |
| 5회  | 2015년 2월 5일  | 3.5%                |
| 6회  | 2015년 2월 12일 | 3.4%                |